# Homer Sherrill
Homer Lee „Pappy“ Sherrill (* 23. März 1915 in Sherrill's Ford, North Carolina; † 30. November 2001 in Columbia, South Carolina) war ein US-amerikanischer Old-Time-Musiker. Sherrill spielte in seiner Karriere unter anderem mit den Blue Sky Boys und mit Snuffy Jenkins.

## Leben

### Kindheit und Jugend
Sherrill war der Sohn eines Farmers. Im Alter von sieben Jahren bekam er seine erste Fiddle, ein Instrument aus den Katalogen der Warenhauskette Sears & Roebuck. Sherill erinnert sich: „I used to fiddle for my daddy to help him sell watermelons. By noon all ours would be sold and we'd leave the other farmers standing out in the hot sun.“ Seine ersten Radioauftritt hatte er dann mit 13 Jahren bei WSOC in Gastonia, North Carolina.

### Karriere
Seine professionelle Karriere begann 1934, als er mit seiner Band, den Crazy Blue Ridge Hillbillies, regelmäßig in WBTs Crazy Barn Dance zu hören war. Kurz danach schloss er sich den Blue Sky Boys (Bill und Earl Bolick) in Asheville, North Carolina, an, wo er mit den beiden Brüdern bei WWNC auftrat.
Als Nächstes hatte Sherrill ein Engagement in Atlanta, Georgia, wo er im Programm des Senders WGST erschien. In Atlanta traf Sherrill auch seine Frau Doris Lyle. Die nächsten Jahre über reiste Sherrill von Radiostation zu Radiostation. Er gehörte zu den ersten Künstlern, die alleine durch Radioauftritte ihren Lebensunterhalt finanzieren konnten. Mit seiner neuen Band, den Smilin’ Rangers, zog er zuerst nach WPTF (Raleigh) und dann nach WBTM (Danville).
1939 zog Sherrill mit seiner Familie nach Columbus, South Carolina, wo er mit Ansager Byron Parker und dem Banjo-Spieler Snuffy Jenkins erst in Parkers Band, den Hillbillies, spielte. Nach Parkers plötzlichem Tod schlossen Sherrill und Jenkins sich mit anderen Musikern zu den WIS Hired Hands zusammen. Mit Jenkins ging Sherrill somit eine der längsten musikalischen Verbindung in der Country-Musik ein, die über ein halbes Jahrhundert dauern sollte. Sherrill und die Hired Hands bauten sich in South Carolina durch ihre Auftritte bei WIS schnell eine starke Basis auf und wurden South Carolinas führende Bluegrass-Band.
Zwischen 1954 und 1958 hatten die Hired Hands ihre TV-Show Carolina in the Morning und spielten einige Aufnahmen für RCA Victor sowie verschiedene Alben für Folkways Records ein. In den 1970er-Jahren war Sherrill Gegenstand mehrerer Artikel in der Fachpresse und spielte 1982 mit den Hired Hands auf der Weltausstellung. Im Laufe seiner Karriere erhielt Sherrill zahlreiche Auszeichnungen als Anerkennung seiner Leistungen um die traditionelle Country-Musik, unter anderem den South Carolina Folk Heritage Award sowie die Aufnahme in die South Carolina Music and Entertainment Hall of Fame. Homer Sherrill starb 2001.